# Troppi paradisi
Troppi paradisi è il terzo romanzo dello scrittore e critico letterario Walter Siti, pubblicato nel 2006 da Einaudi. È l'ultimo capitolo di una specie di trilogia finto-autobiografica e rientra nel filone della letteratura postmoderna.

## Storia editoriale
Nel 2007 il libro è stato finalista al Premio Bergamo.
Nel 2020 è stato votato da 600 addetti ai lavori del mondo editoriale convocati dalla rivista letteraria "L'indiscreto" come il miglior romanzo italiano del ventennio 2000-2019.

## Trama
La vicenda inizia nel 1998 e si dipana negli anni successivi, è narrata in prima persona dall'autore, presentandosi come un romanzo autobiografico. Il protagonista, Walter Siti, è un omosessuale di sessant'anni, scrittore e professore di letterature comparate all'università dell'Aquila che vive a Roma. La sua vita è, come lui stesso la definisce, piuttosto mediocre e priva di eventi significativi. All'inizio ha una relazione con Sergio, un trentenne che lavora come autore televisivo alla RAI. La carriera di Sergio subisce alterne fortune, durante un periodo di sua disoccupazione i due si separano. Walter cerca nuove soddisfazioni sessuali pagando vari escort culturisti della zona, fino a che non viene attratto irresistibilmente da uno di questi, di nome Marcello. Marcello ha quasi quarant'anni ed è un uomo di borgata, molto infantile ed ingenuo, superficiale ed egoista, fragile e sbruffone allo stesso tempo, in costante ricerca di droga. Per lui Walter arriva a spendere tutto il suo denaro (fino ad avere il conto in rosso), arrivando anche a scrivere per la televisione pur di raggranellare qualche soldo. Utilizza per Marcello tutti i proventi del lavoro universitario, di critico letterario e di scrittore, noncurante della spirale in cui si sta trascinando. Alla fine, dopo un'operazione chirurgica che gli cura l'impotenza, Walter trova finalmente la felicità con il "compagno a pagamento" e decide che è quindi tempo di finire di scrivere la sua autobiografia.

## Tematiche e stile
(da Walter Siti, Troppi paradisi)
Nel solco della letteratura postmoderna (più americana che italiana), Siti scrive un romanzo che pone diversi interrogativi sul confine tra realismo e finzione; a cominciare dalle avvertenze prima dell'inizio in cui l'autore dichiara in modo esplicito la non veridicità di situazioni e personaggi (nel testo vengono citati molti personaggi politici e dello spettacolo realmente esistenti). Questo dubbio sulla veridicità si manifesta anche notando molti elementi della vita del Walter Siti personaggio che in effetti coincidono con quelli dell'omonimo autore.
Il mondo della televisione è l'emblema della finta rappresentazione del reale, con la sua creazione di paradisi artificiali. Un altro tema è quello dell'omosessualità (paradiso d'amore) e dell'analisi della società occidentale (paradisi postmoderni).
Lo stile talvolta è piuttosto crudo e non lesina al lettore particolari erotici espliciti. Spesso si ricorre al frammento e al pensiero su argomenti alti e bassi. È anche presente il gergo romano che identifica l'ambiente delle palestre dei culturisti.

## Edizioni
- Walter Siti, Troppi paradisi, Torino, Einaudi, 2006.
- Walter Siti, Troppi paradisi, Milano, Rizzoli ("BUR"), 2015. ISBN 9788817081535.

### Traduzioni
Nel 2020 un estratto tradotto in inglese è stato pubblicato dalla rivista 3:AM Magazine con il titolo The Gayification of the West.